# Mimořádná událost v drážní dopravě

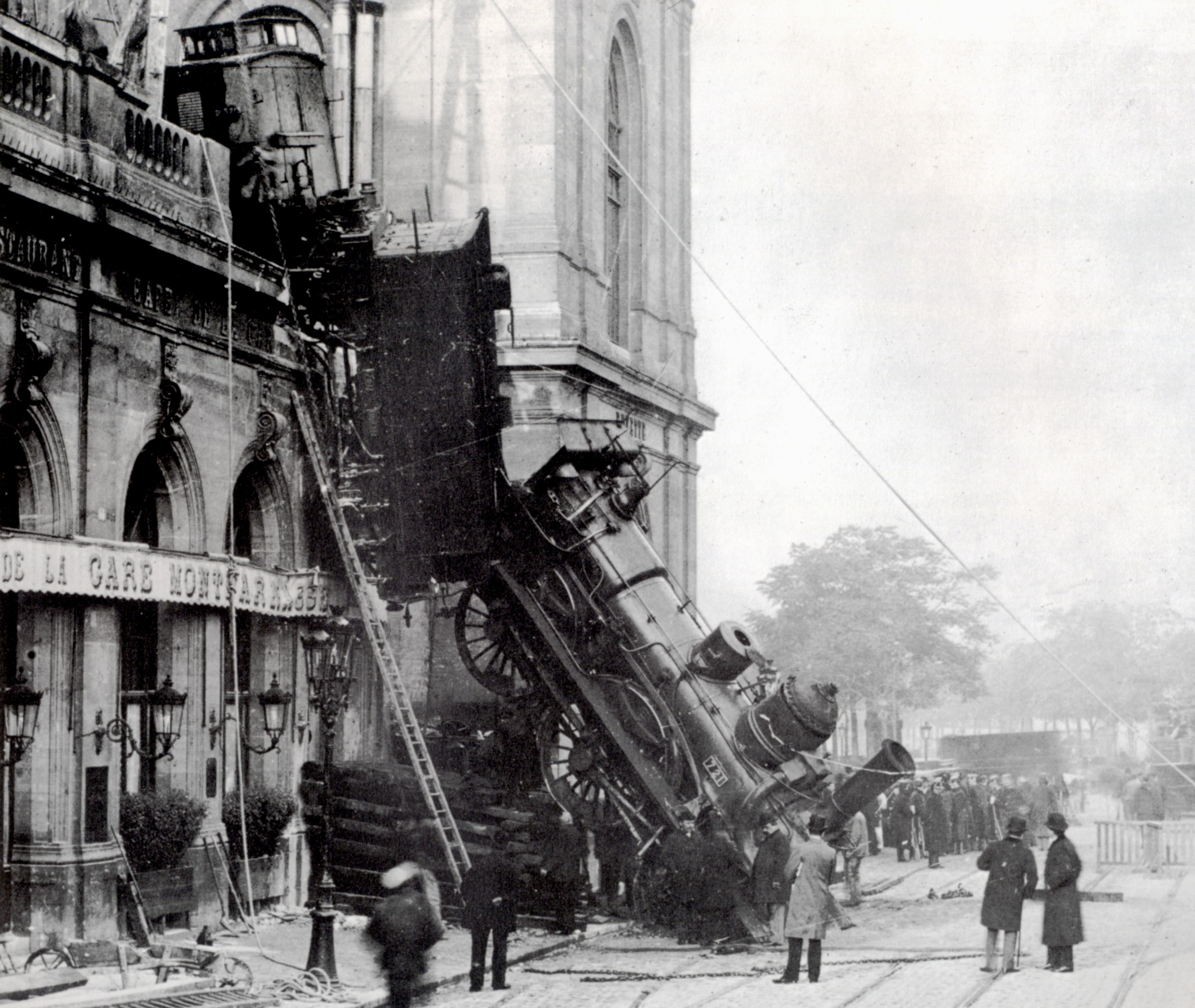
Železniční nehoda v Montparnasse v Paříži, 22. října 1895

Mimořádná událost v drážní dopravě je technicko-právní termín, který označuje jak nehody v drážním provozu, tak i méně závažné události, které je třeba prošetřit a vyvodit z nich důsledky. Drážními nehodami jsou především železniční nehody a tramvajové nehody, případně nehody na jiných kolejových drahách (pozemní lanová dráha, metro). V České republice spadají do stejného právního režimu i visuté lanové dráhy a také trolejbusová doprava, jejíž nehody jsou ovšem zároveň vždy i silničními nehodami. Mimořádné události, jejichž následky nedosahují závažnosti nehody, se označují jako incident.

## Mimořádné události v drážní dopravě v právu ČR

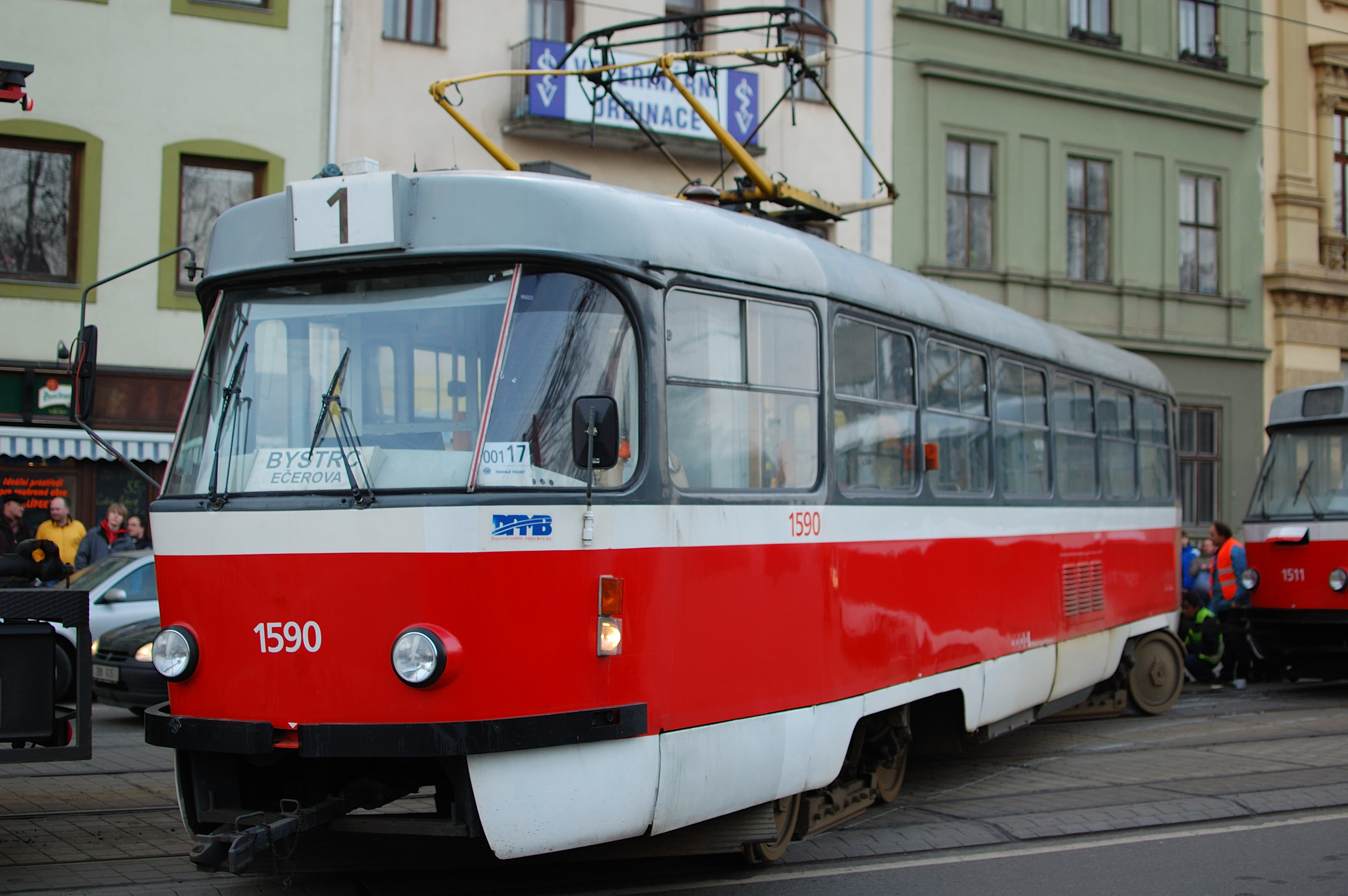
Vykolejená tramvaj Tatra T3 na Lidické ulici v Brně

Pojem mimořádná událost v drážní dopravě zahrnuje závažnou nehodu, nehodu a incident.
Mimořádnou událostí je podle § 49 zákona č. 266/1994 Sb., o dráhách nehoda nebo incident, ke kterým došlo v souvislosti s provozováním drážní dopravy nebo pohybem drážního vozidla na dráze nebo v obvodu dráhy a které ohrozily nebo narušily:
- bezpečnost drážní dopravy,
- bezpečnost osob,
- bezpečnou funkci staveb nebo zařízení, nebo
- životní prostředí.

Nehodou je událost, jejímž následkem je smrt, újma na zdraví nebo jiná újma. Vážnou nehodou je nehoda způsobená srážkou nebo vykolejením drážních vozidel, jejímž následkem je smrt, újma na zdraví alespoň pěti osob nebo škoda velkého rozsahu podle trestního zákoníku na drážním vozidle, dráze nebo životním prostředí, nebo jiná nehoda s obdobnými následky.
Incidentem je jiná mimořádná událost než nehoda. Typickými případy incidentu jsou například projetí návěstí stůj v železniční dopravě nebo situace blízké srážce. V tramvajové dopravě to může být například přehození výhybky pod tramvajovou soupravou, pokud nedojde k vykolejení ani poškození vozu. Na lanové dráze může být incidentem například mimořádné zastavení z důvodu technické závady.
Mimořádná událost v drážní dopravě může být současně dopravní nehodou v provozu na pozemních komunikacích, dojde-li například ke střetu na železničním přejezdu nebo jde-li o nehodu trolejbusu či tramvaje.
Provozovatel dráhy a dopravce jsou povinni:
- neprodleně oznámit každou mimořádnou událost v drážní dopravě Drážní inspekci a současně každou vážnou nehodu a nehodu, jejímž následkem je značná škoda podle trestního zákoníku, Policii České republiky,
- zajistit místo mimořádné události a provést dokumentaci stavu v době vzniku mimořádné události,
- zabezpečit uvolnění dráhy pro obnovení provozování dráhy nebo drážní dopravy, pokud tomu nebrání jiné okolnosti, a Drážní inspekce vydala k uvolnění dráhy souhlas,
- zjišťovat příčiny a okolnosti vzniku mimořádných událostí v drážní dopravě v případech stanovených prováděcím právním předpisem a činit opatření k jejich předcházení,
- odstraňovat zjištěné nedostatky při vzniku mimořádných událostí, jejich příčiny a škodlivé následky.

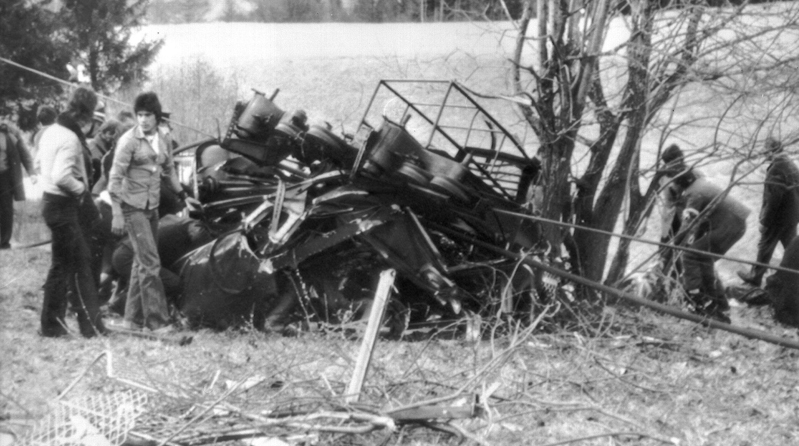
Zničená kabina lanové dráhy, která se v roce 1976 zřítila po prasknutí nosného lana